# 溝口康博
溝口 康博（みぞぐち やすひろ、1952年10月20日- ）は、日本の実業家。静岡県出身。はごろもフーズ株式会社元取締役相談役・代表取締役社長。静岡商工会議所副会頭。

## 人物
静岡県出身。1977年、上智大学法学部卒業後、同年4月、はごろも罐詰株式会社（現・はごろもフーズ株式会社）入社。その後、同社大阪支店長、東京支店長、取締役営業部長、常務取締役販売本部長兼営業部長、専務取締役販売本部長兼営業部長などを歴任。2007年、同社代表取締役社長に就任。2015年、同社代表取締役社長から退任し、同社取締役相談役に就任。同年6月、同社常勤監査役に就任。
2016年からは、静岡商工会議所の副会頭を務めている。

## 略歴
- 1977年、上智大学法学部卒業後、同年4月、はごろも罐詰株式会社（現・はごろもフーズ株式会社）入社
- 1997年、同社大阪支店長
- 1998年、同社東京支店長
- 1999年、同社取締役就任　東京支店長
- 2004年、同社常務取締役就任　販売本部長代行兼営業部長
- 2006年、同社専務取締役就任　販売本部長兼営業部長
- 2007年、同社代表取締役社長就任
- 2015年、同社取締役相談役
- 2015年、同社常勤監査役就任